# Palmyra (film, 2022)
Pour les articles homonymes, voir Palmyra.
Ne doit pas être confondu avec Palmyre (film).
Pour plus de détails, voir Fiche technique et Distribution.
Palmyra est un film russe réalisé par Andreï Kravtchouk, sorti en 2022.

## Synopsis
Après la bataille de Palmyre, des démineurs russes interviennent pour préparer le concert de l'orchestre du Théâtre Mariinsky.

## Fiche technique
Sauf indication contraire, les informations mentionnées dans cette section peuvent être confirmées par la base de données cinématographiques IMDb,  présente dans la section « Liens externes ».
- Titre original : (Однажды в Пустыне)
- Titre français : Palmyra
- Réalisation : Andreï Kravtchouk
- Scénario : Arif Aliev
- Photographie : Morad Abdel-Fattakh
- Montage : Aleksandr Koshelev
- Musique : Kouzma Bodrov
- Pays d'origine : Russie
- Format : Couleurs
- Genre : guerre
- Durée : 121 minutes
- Date de sortie :
  - Russie :  17 février 2022

## Distribution
- Alexandre Robak : Chaberov
- Pavel Chinaryov : Jiline
- Ekaterina Nesterova : Jamila
- Igor Gordine : major général